# Lauri Markkanen
Lauri Elias Markkanen (* 22. Mai 1997 in Vantaa) ist ein finnischer Basketballspieler, der zurzeit für die Utah Jazz in der nordamerikanischen Liga NBA spielt. Im NBA-Draft 2017 wurde er von den Minnesota Timberwolves an siebter Stelle ausgewählt und anschließend an die Chicago Bulls abgegeben.

## Laufbahn

### Anfangszeit
Markkanen, dessen Mutter Riikka und Vater Pekka (er spielte unter anderem in der Saison 1995/96 für TSK UniVersa Bamberg in der Basketball-Bundesliga) finnische Basketballnationalspieler waren, spielte für den BC Jyväskylä in der Jugend sowie in der Herrenmannschaft in der zweiten finnischen Liga. Zwischen 2014 und 2016 trug er das Trikot von HBA-Märsky, einer Basketballakademie in der Hauptstadt Helsinki. In der Saison 2015/16 erzielte Markkanen für HBA in der zweiten Liga pro Spiel im Schnitt 21,6 Punkte sowie 7,6 Rebounds.
Zur Saison 2016/17 ging er in die Vereinigten Staaten und spielte für die Mannschaft der University of Arizona. Markkanen tat sich in seiner Freshman-Saison in den USA als zweitbester Werfer der „Wildcats“ hervor und verbuchte statistisch pro Partie 15,6 Punkte. Er führte seine Mannschaft in Sachen Rebounds (7,2 pro Spiel) sowie in Sachen getroffener Dreipunktwürfe (69 bei 163 Versuchen) an.
Kurz nach dem Ende der Spielzeit 2016/17 gab Markkanen seinen Entschluss bekannt, künftig nicht mehr auf Hochschulsniveau, sondern als Profi spielen zu wollen und sich für das NBA-Draftverfahren 2017 anzumelden.

### NBA
Markkanen wurde im Draft an siebter Stelle von den Minnesota Timberwolves ausgewählt, jedoch auf Grund einer vorher getroffenen Vereinbarung mit den Chicago Bulls an diese abgegeben. Sein erstes Profijahr für die Bulls verlief außerordentlich gut. Er kam in 68 Saisonspielen auf Mittelwerte von 15,2 Punkte sowie 7,5 Rebounds je Partie und traf 36,2 % seiner Dreipunktwürfe. Zwar qualifizierten sich die Bulls nicht für die Playoffs, Markkanen wurde aber dennoch ins NBA All-Rookie First Team berufen.
Im Spieljahr 2018/19 musste der Finne gesundheitliche Rückschläge einstecken: Eine Ellenbogenverletzung zwang ihn in den ersten 23 Saisonspielen in die Zuschauerrolle, bei einem Auswärtsspiel in Toronto Ende März 2019 wurde Markkanen ausgewechselt und nach der Partie in einem Krankenhaus untersucht, wo er die Nacht verbringen musste. Es waren ein erhöhter Herzschlag sowie Müdigkeitserscheinungen festgestellt worden. Bei weiteren ärztlichen Untersuchungen in Chicago traten keine Auffälligkeiten zu Tage, dennoch wurde der Finne bis zum Saisonende aus dem Spielbetrieb genommen.
Ende August 2021 kam er im Rahmen eines Tauschgeschäfts zu den Cleveland Cavaliers. Markkanen bestritt in der Saison 2021/22 61 Spiele für Cleveland (14,8 Punkte/Begegnung) und stand dabei in jedem Spiel in der Startaufstellung.
In der Sommerpause 2022 war der Finne einer jener Spieler, die im Tausch gegen Donovan Mitchell an die Utah Jazz abgegeben wurden. In Utah blühte Markkanen auf, verbesserte seine Werte und erzielte am 5. Januar im Spiel gegen die Houston Rockets einen neuen Karrierehöchstwert von 49 Punkten. Im Februar 2023 wurde Markkanen erstmals in seiner Karriere zum NBA All-Star Game eingeladen. Er ist damit der erste Finne in der NBA-Geschichte, dem diese Ehre zuteilwurde. Markkanen führte am Ende der Saison die Jazz als bester Punktesammler mit 25,6 Punkten pro Spiel an. Für seine starke Verbesserung gegenüber zum Vorjahr wurde Markkanen mit dem NBA Most Improved Player Award ausgezeichnet. In der Saison 2023/24 führte Markkanen Utah erneut als bester Punktesammler an. Sportlich verpassten die Jazz jedoch die Play-in erneut deutlich. Im August 2024 unterschrieb Markkanen einen neuen Vertrag bei den Utah Jazz. Diese auf fünf Jahre ausgelegte Vereinbarung sicherte ihm Medienberichten zufolge ein Gehalt von insgesamt 238 Millionen US-Dollar, wodurch der Finne zum Spitzenverdiener der Mannschaft aufstieg.

### Nationalmannschaft

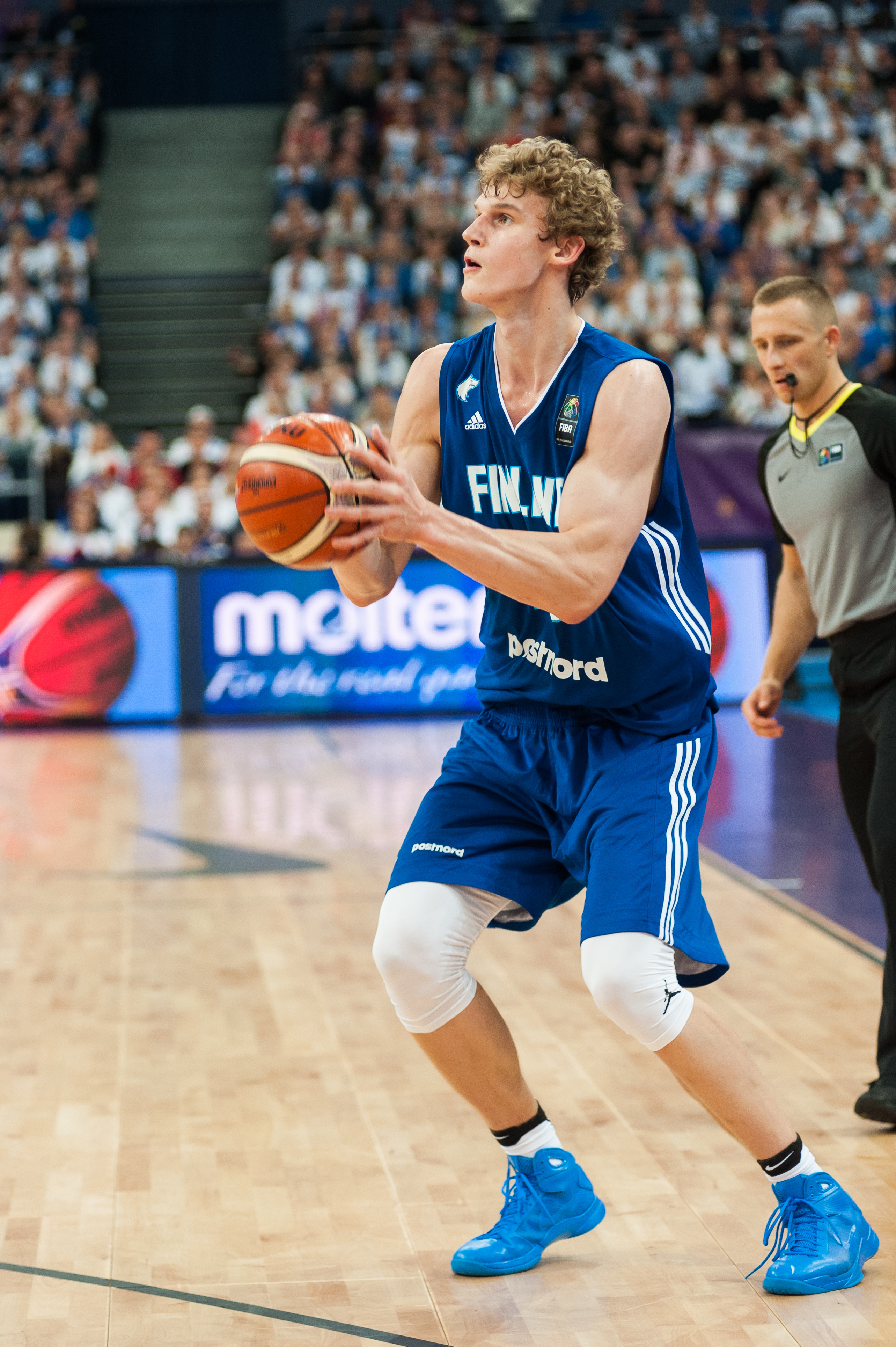
In der Nationalmannschaft, 2017

Markkanen nahm mit Finnlands Nationalmannschaft im Altersbereich U16 an der B-EM 2013 teil, in den folgenden Jahren kamen weitere Turniere hinzu: Die U18-B-EM 2014, die U18-EM 2015 (hier war er bester Punktesammler unter allen teilnehmenden Spielern) und die U20-EM 2016, in deren Anschluss er vom Internetdienst eurobasket.com zum besten Flügelspieler des Turniers gekürt wurde.
Bei der Europameisterschaft 2017 war er mit einem Schnitt von 19,5 Punkten je Begegnung bester Werfer der finnischen Nationalmannschaft. 2022 steigerte er diesen Wert bei der EM auf 27,9 Punkte und war damit mannschaftsübergreifend der zweitbeste Korbschütze des Turniers.
Bei der Weltmeisterschaft 2023 erzielte Markkanen mit 24,8 Punkten je Begegnung den drittbesten Wert aller WM-Teilnehmer. Im August 2025 stellte er in einem EM-Vorbereitungsspiel mit 48 Punkten (bei nur 25 Minuten Einsatzzeit) eine neue Bestmarke eines finnischen Spielers in einem Länderspiel auf.

## Spielweise
Zu Markkanens wichtigsten Stärken im Angriff gehört der für einen Spieler seiner Größe sehr gute Wurf von jenseits der Dreipunktelinie. Der Finne verfügt über die Fähigkeit, den Ball nach dem Fangen innerhalb kürzester Zeit zu „verarbeiten“ und zum Wurf hochzusteigen (sog. Catch and Shoot). In seinen ersten NBA-Jahren wies er eine deutlich verbesserungswürdige Trefferquote bei Würfen in Korbnähe auf. Der Finne ist ein starker Rebounder, weist aber Schwächen in der Verteidigung auf.
Bezüglich Markkanens Wesens sagte der damalige finnische Nationaltrainer und frühere deutsche Bundestrainer Henrik Dettmann im Jahr 2019: „So wie er sich gibt, wie er spielt und auch wie er mit seinen Mitspielern umgeht, erinnert mich das an Nowitzki, auch wenn ich ungern Menschen miteinander vergleiche. Trotzdem besitzt er ähnliche Charakterzüge wie Dirk und darum lieben ihn die Leute bei uns.“

## Erfolge und Auszeichnungen
- 1× NBA All-Star: 2023 (verletzungsbedingt als Starter)
- NBA All-Rookie First Team: 2018
- 6× Finnlands Basketballer des Jahres: 2017 bis 2022
- 1× NBA Most Improved Player Award: 2023

## Sonstiges
Markkanen ist mit der Finnin Verna Aho verheiratet und hat mit ihr zwei Kinder. Er ist der Bruder des Fußballspielers Eero Markkanen.

## Karriere-Statistiken

### NBA

#### Hauptrunde
| Saison  | Team      | GP  | GS  | MPG  | FG % | 3P % | FT % | RPG | APG | SPG | BPG | PPG  |
| ------- | --------- | --- | --- | ---- | ---- | ---- | ---- | --- | --- | --- | --- | ---- |
| 2017–18 | Chicago   | 68  | 68  | 29.7 | .434 | .362 | .843 | 7.5 | 1.2 | 0.6 | 0.6 | 15.2 |
| 2018–19 | Chicago   | 52  | 51  | 32.3 | .430 | .361 | .872 | 9.0 | 1.4 | 0.7 | 0.6 | 18.7 |
| 2019–20 | Chicago   | 50  | 50  | 29.8 | .425 | .344 | .824 | 6.3 | 1.5 | 0.8 | 0.5 | 14.7 |
| 2020–21 | Chicago   | 51  | 26  | 25.8 | .480 | .402 | .826 | 5.3 | 0.9 | 0.5 | 0.3 | 13.6 |
| 2021–22 | Cleveland | 61  | 61  | 30.8 | .445 | .358 | .868 | 5.7 | 1.3 | 0.7 | 0.5 | 14.8 |
| 2022–23 | Utah      | 66  | 66  | 34.4 | .499 | .391 | .875 | 8.6 | 1.9 | 0.6 | 0.6 | 25.6 |
| 2023–24 | Utah      | 55  | 55  | 33.1 | .480 | .399 | .899 | 8.2 | 2.0 | 0.9 | 0.5 | 23.2 |
| Gesamt  | Gesamt    | 403 | 377 | 31.0 | .459 | .375 | .866 | 7.3 | 1.5 | 0.7 | 0.5 | 18.1 |